# 朋怀水库
朋怀水库是中国广西壮族自治区百色靖西市同德乡境内的一座水库，位于左江流域逻水上，建于1959年。水库正常库容为817万立方米，集雨面积为24平方千米，海拔为743米。